# Live at the Channel
Live at the Channel (Boston M.A. 1988) es un álbum en vivo por el músico estadounidense Iggy Pop, publicado por primera vez en 1990 en CD. Fue reeditado el 12 de junio de 2021 para el Record Store Day como un doble LP.

## Grabación
Live at the Channel fue grabado durante la gira de Instinct el 19 de julio de 1988 en The Channel en Boston, Massachusetts.

## Lista de canciones
Todas las canciones escritas y compuestas por Iggy Pop, excepto donde esta anotado. 
| Lado uno |                   |                           |          |  |
| N.º      | Título            | Escritor(es)              | Duración |  |
| 1.       | «Instinct»        |                           |          |  |
| 2.       | «Kill City»       | Iggy Pop James Williamson |          |  |
| 3.       | «1969»            | Pop Ron Asheton           |          |  |
| 4.       | «Penetration»     | Pop Williamson            |          |  |
| 5.       | «Power & Freedom» | Pop Steve Jones           |          |  |

| Lado dos |                                     |                |          |  |
| N.º      | Título                              | Escritor(es)   | Duración |  |
| 1.       | «Your Pretty Face Is Going to Hell» | Pop Williamson |          |  |
| 2.       | «High on You»                       |                |          |  |
| 3.       | «5 Foot 1»                          |                |          |  |
| 4.       | «Johanna»                           | Pop Williamson |          |  |
| 5.       | «Easy Rider»                        |                |          |  |

| Lado tres |                      |                |          |  |
| N.º       | Título               | Escritor(es)   | Duración |  |
| 1.        | «Tuff Baby»          |                |          |  |
| 2.        | «I Feel Alright»     | Pop Asheton    |          |  |
| 3.        | «Winners & Losers»   | Pop Jones      |          |  |
| 4.        | «Scene of the Crime» | Pop Williamson |          |  |
| 5.        | «Search and Destroy» | Pop Williamson |          |  |

| Lado cuatro |                       |              |          |  |
| N.º         | Título                | Escritor(es) | Duración |  |
| 1.          | «Cold Metal»          |              |          |  |
| 2.          | «Squarehead»          | Pop Jones    |          |  |
| 3.          | «No Fun»              | Pop Asheton  |          |  |
| 4.          | «I Wanna Be Your Dog» | Pop Asheton  |          |  |

## Créditos
Créditos adaptados desde las notas del álbum.
Músicos
- Iggy Pop – voz principal y coros
- Shamus Beghan – teclado, guitarra
- Alvin Gibbs – coros
- Andy McCoy – guitarra
- Paul Garisto – batería

Diseño
- Claude Gassian – fotografía